# 多賀城市立高崎中学校
多賀城市立高崎中学校（たがじょうしりつ たかさきちゅうがっこう）は、宮城県多賀城市高崎二丁目にある公立中学校。

## 沿革
- 1995年（平成7年）4月 - 多賀城市立多賀城中学校より分離開校

## 教育方針
- 学校目標
  - 生涯にわたって主体的に生きる心豊かな人間の形成に向け、校訓「自律」「共生」「創造」を旨とし、「気づき、考え、共に創りあげる生徒」の育成をめざす[1]。

## 通学区域
- 多賀城市
  - 市川（字多賀前及び字鴻の池）[2]
  - 高崎
  - 高崎1丁目-3丁目
  - 城南1丁目-2丁目
  - 東田中
  - 東田中1丁目-2丁目
  - 中央1丁目、2丁目の一部（14番から28番まで）
  - 留ヶ谷1丁目-2丁目
  - 八幡
  - 八幡1丁目、2丁目、3丁目の一部（1番、7番の一部、8番の一部及び9番から16番まで）、4丁目の一部（1番及び2番）
  - 町前1丁目-4丁目

## 進学前小学校
- 多賀城市立城南小学校
- 多賀城市立多賀城小学校
- 多賀城市立多賀城八幡小学校

## 交通
- JR東北本線国府多賀城駅より徒歩7分。
- JR仙石線多賀城駅より徒歩約15分

## 関係者

### 出身者
- 藤田夏未（元バレーボール選手、トヨタ車体クインシーズ）
- 千葉雄大（俳優）
- 平沢大河（プロ野球選手、千葉ロッテマリーンズ）